# Psammogobius
Psammogobius es un género de peces de la familia Gobiidae, del orden Perciformes. Este género marino fue descrito científicamente en 1935 por James Leonard Brierley Smith.

## Especies
Especies reconocidas del género:
- Psammogobius biocellatus (Valenciennes, 1837)
- Psammogobius knysnaensis J. L. B. Smith, 1935
- Psammogobius pisinnus Allen, 2017
- Psammogobius viet Prokófiev, 2016[2]